# Léon Pastur
Léon Clément Pastur (Geldenaken, 13 januari 1845 - 21 maart 1918) was een Belgisch volksvertegenwoordiger en senator.

## Levensloop
Pastur was een zoon van notaris Justinien Pastur en Marie-Madeleine Deville. Hij trouwde met Virginie de Brouckère.
Hij promoveerde tot doctor in de rechten (1866) en kandidaat in het notariaat (1868) aan de Katholieke Universiteit Leuven. Van 1865 tot 1875 was hij notarisklerk en vanaf 1876 notaris in Geldenaken.
Hij was ook uitgever-drukker van reclamebladen, onder meer met notariële berichten:
- L'Utilité,
- L'Annonce Brabançonne,
- Le Petit Waterloo,
- Le Courrier de Genappe,
- L'Echo de la Hulpe.

In juni 1884 werd hij katholiek volksvertegenwoordiger voor het arrondissement Nijvel en vervulde dit mandaat tot in 1894. Hij werd vervolgens senator:
- senator voor de provincie Brabant van 1894 tot 1900;
- senator voor het arrondissement Nijvel van 1900 tot 1912.